# Hüseyin Çelik
Hüseyin Çelik né le 5 mars 1959 à Gürpınar (Van) est un universitaire et homme politique turc.
Diplômé de la faculté des lettres de l'Université d'Istanbul en 1983 et la même année il devient assistant dans l'Université Yüzüncü Yıl (Centenaire) de Van, il est nommé à l'Université d'Istanbul en 1987. Fait son master dans le School of Oriental and African Studies de l'Université de Londres et fait son doctorat en 1991. Entre 1992-1999 il est universitaire dans l'Université Yüzüncü Yıl, d'abord comme assistant professor en 1992 et devient maître de conférences en 1997.
Avant le Coup d'État de 1980 il est membre de la jeunesse du parti de la justice. il est membre du parti de la juste voie (DYP) et membre fondateur du Parti de la justice et du développement (AKP). Député de Van (1999-2011) et de Gaziantep (2011-2015). Secrétaire du bureau de la Grande assemblée nationale de Turquie (1999-2001) vice-président du groupe AKP (2001-2002), ministre de la culture (2002-2003), ministre de l'éducation nationale (2003-2009), vice-président de AKP chargé des médias et porte-parole du parti (2009-2014)
Marié et a 3 enfants. Il parle l'anglais et le kurde.